# Argema immaculata
Argema immaculata är en fjärilsart som beskrevs av Bang-haas 1934. Argema immaculata ingår i släktet Argema och familjen påfågelsspinnare. Inga underarter finns listade i Catalogue of Life.